# دو هاینز
دوانتی هاینز (انگلیسی: Devonté Hynes) با نام اصلی دیوید جوزف مایکل هاینز (انگلیسی: David Joseph Michael Hynes؛ زادهٔ ۲۳ دسامبر ۱۹۸۵) که با نام هنری بلاد اورنج (انگلیسی: Blood Orange) و پیش‌تر با نام لایت‌سپید چمپین (انگلیسی: Lightspeed Champion) نیز شناخته می‌شود، خواننده، ترانه‌پرداز، تهیه‌کننده موسیقی، آهنگساز و کارگردان انگلیسی ساکن نیویورک است. هاینز از سال ۲۰۰۴ تا ۲۰۰۶ عضو گروه تست آیسیکلز بود و در این گروه به نواختن گیتار، سینث‌سایزر و گاه اجرای آواز می‌پرداخت. این گروه در سال ۲۰۰۵ یک آلبوم استودیویی منتشر کرد. هاینز سپس دو آلبوم استودیویی به صورت انفرادی با نام هنری لایت‌سپید چمپین منتشر کرد و از سال ۲۰۰۸ تا ۲۰۱۹ پنج آلبوم دیگر با نام هنری بلاد اورنج منتشر کرد. او همچنین به‌عنوان ترانه‌سرا، نوازنده یا تهیه‌کننده با هنرمندانی همچون تیناشی، سولانج نولز، اسکای فریرا، اف‌کی‌ای توئیگز، بریتنی اسپیرز، هایم، کارولین پولاچک، فلورنس اند د مشین، کارلی ری جپسن، کمیکال برادرز، کایلی مینوگ، ایسپ راکی، مک میلر، بلاندی، شوگابیبز و ماریا کری همکاری داشته است.